# Tameo Ide
Tameo Ide, född 27 november 1908, död 17 augusti 1998, var en japansk fotbollsspelare.